# Jérôme Ferrari
Pour les articles homonymes, voir Ferrari.
Jérôme Ferrari, né en 1968 à Paris, est un écrivain et traducteur français.

## Biographie
Jérôme Ferrari est le fils d'un salarié d'Air France.
Il a passé son enfance entre le Continent et la Corse, île à laquelle il est attaché.
Il avait la liberté d'explorer à volonté la bibliothèque de sa famille pendant son enfance. Sa passion pour l'écriture commença à 11 ans en écrivant ses premiers textes, qui étaient des poèmes engagés et liés à l'emprisonnement d'un de ses cousins impliqué dans l'affaire Bastelica-Fesch en 1980.
Il effectue une partie de ses études à la Sorbonne, où il obtient la licence de philosophie de l'université Paris 1 Panthéon-Sorbonne. Il est aussi titulaire de l'agrégation de philosophie et d'un DEA en ethnologie. Ses parents sont originaires de Fozzano  et de Sartène, et il a lui-même vécu en Corse et enseigné la philosophie au lycée de Porto-Vecchio. Durant cette période, il a organisé notamment des « cafés philosophies » à Bastia, puis enseigné au lycée international Alexandre-Dumas d'Alger, au lycée Fesch Ajaccio jusqu'en 2012, et au lycée français Louis Massignon d'Abou Dabi jusqu'en 2015.
Depuis la rentrée 2015, il enseigne la philosophie en hypokhâgne, au lycée Giocante de Casabianca à Bastia.
Il obtient le prix Goncourt 2012 pour son livre Le Sermon sur la chute de Rome.

## Œuvres
- Variétés de la mort : nouvelles, Ajaccio, France, Albiana, 2001, 195 p. (ISBN 2-905124-92-X)
- Aleph zéro, Ajaccio, France, Albiana, 2002, 112 p. (ISBN 978-2-84698-020-3)
- Dans le secret, Arles, France, Actes Sud, coll. « Domaine français », 2007, 185 p. (ISBN 978-2-7427-6554-6)
- Balco Atlantico, Arles, France, Actes Sud, coll. « Domaine français », 2008, 160 p. (ISBN 978-2-7427-7162-2)
- Un dieu un animal, Arles, France, Actes Sud, coll. « Domaine français », 2009, 130 p. (ISBN 978-2-7427-8108-9)Prix Landerneau 2009[7]
- Où j'ai laissé mon âme, Arles, France, Actes Sud, coll. « Domaine français », 2010, 140 p. (ISBN 978-2-7427-9320-4)Grand Prix Poncetton SGDL 2010[8]
Prix Roman France Télévisions 2010[9],[10]
- L'Art dans « Le Monde comme volonté et comme représentation » d’Arthur Schopenhauer, Futuroscope, SCÉRÉN-CNDP, coll. « Philosophie en cours », 2011, 92 p. (ISBN 978-2-240-03234-8)
- Le Sermon sur la chute de Rome, Arles, France, Actes Sud, coll. « Domaine français », 2012, 224 p. (ISBN 978-2-330-01259-5)

Prix Goncourt 2012,
Prix Liste Goncourt : le choix serbe 2013
- Le Principe, Arles, France, Actes Sud, 2015, 160 p.  (ISBN 978-2-330-04871-6)
- À fendre le cœur le plus dur, Inculte/Dernière marge, 2015 et Actes Sud (Babel), 2017,  (ISBN 979-10-95086-07-9). Essai écrit avec Oliver Rohe. Postface de Pierre Schill.
- Il se passe quelque chose, Flammarion, 2017, 154 p.  (ISBN 978-2081408838)
- À son image, Arles, France, Actes Sud, 2018, 224 p.  (ISBN 978-2-330-10944-8), Prix littéraire du Monde 2018[13]
- Nord Sentinelle : Le Conte de l'Indigène et du Voyageur, Arles, France, Actes Sud, 2024, 144 p.  (ISBN 978-2-330-19441-3)

## Traductions de la langue corse
- Prighjuneri, prisonnier de Marcu Biancarelli, Albiana, 2001
- 51 Pegasi, astre virtuel de Marcu Biancarelli, Albiana, 2004
- Murtoriu : Ballade des innocents de Marcu Biancarelli, [« Murtoriu : A baddata di Mansuetu », 2009], trad. de Jérôme Ferrari, Marc-Olivier Ferrari et Jean-François Rosecchi, Arles, France, Actes Sud, 2012, 270 p.  (ISBN 978-2-330-01012-6)

## À propos de quelques livres

### Où j'ai laissé mon âme
Le narrateur, Horace Andréani, corse, dans un discours cadre, s'adresse à André Degorce, un ancien ami, qu'il a rencontré à Dien Bien Phu, puis fréquenté à Alger, puis retrouvé à son procès. En 1945, André Degorce, étudiant, chrétien, tout jeune résistant, a été arrêté, torturé, incarcéré. En 1954, jeune officier, il a connu les camps vietnamiens. En 1957, capitaine, il dirige un petit centre d'interrogation, donc de torture. L'action se concentre sur trois journées de mars 1957, autour de deux prisonniers, le kabyle Tahar, le communiste Clément, en compagnie de l'adjudant-chef Moreau, du sergent Febvay et de quelques harkis. Horace Andréani, plus jeune de dix ans, déjà lieutenant, fonctionne de manière différente, mais reste attaché à cette figure, « comme un frère ». Longtemps après (2000-2010), il peut annoncer : « Nous sommes arrivés en enfer, mon capitaine, vous êtes exaucé. »,,

## Prises de position
Il dénonce avec d'autres écrivains dans une tribune en mai 2025 le « génocide » de la population à Gaza et demande « un cessez-le-feu immédiat ».